# 博報堂DYメディアパートナーズ
株式会社博報堂DYメディアパートナーズ（はくほうどうディワイメディアパートナーズ、英語: Hakuhodo DY Media Partners Inc.）は、かつて存在した日本総合メディア事業会社（メディア・エージェンシー）。

## 概要
2003年10月、博報堂、大広、読売広告社のメディア・コンテンツ部門を統合して設立（商法上の設立日は同年12月1日）。広告出稿に伴うメディアのプランニングやバイイングの業務を担当する他、映画・アニメーション作品等のコンテンツへの出資を多数行う。いわゆるマスメディアはもちろん、デジタルメディアやOOHを含む全媒体に関するアセットを集約し、博報堂DYグループの中核3社をつなぐハブ機能を持つ。
博報堂、大広、読売広告社と同じく、博報堂DYホールディングスの100%出資子会社である。博報堂とは特に繋がりが強く、新卒社員の合同採用や兼務人事（ミラー組織化）、オフィス設備の共用のほか、給与体系等の社内制度の均一化が行われている。
2007年5月、映画の製作・配給、海外映画・海外ドラマの買付け、アニメーション作品の製作・出資、ビデオソフトの制作・発売等を手がける東芝エンタテインメントを子会社化。（現・博報堂DYミュージック&ピクチャーズ）
2008年3月、赤坂サカス内に竣工した赤坂Bizタワーに本社を移転。（翌々月、博報堂も同ビルに本社を移転。）
2010年10月、朝日広告社と資本提携。
2018年7月、麻雀プロリーグ「Mリーグ」への参画を表明。「赤坂ドリブンズ」をスポンサードする。
2025年4月1日、博報堂に、全事業を譲渡。分割会社の博報堂DYメディアパートナーズは法人格的にも消滅していないが、2025年6月現在、休眠状態にある。

## 背景
広告主企業が宣伝費の選択と集中を進めた結果、従来各広告代理店に分散して行っていたメディア枠の購買を一社にまとめ、その分コミッション比率の低下を要求するようになった。こうしたセントラルバイイング方式を採る広告主の増加に伴い、メディア分野に強い電通グループへの一極集中化が起こるようになった。
その対抗策として媒体購買力を高める必要に迫られ、2002年に博報堂・大広・読売広告社の3社で媒体の共同購入を行うことになり、2003年の三社経営統合へとつながった。
博報堂DYメディアパートナーズおよび博報堂DYホールディングス（親会社）が汐留シティセンター（電通本社の向かい）に入居したため、電通を強く刺激したといわれる（朝日新聞報道による）。

## 製作作品

### 実写映画
- アビエイター
- いま、会いにゆきます
- うさぎドロップ
- orange
- 華氏911
- 風が強く吹いている
- 神様のカルテ
- キラー・ヴァージンロード
- QUEEN
- クローズド・ノート
- 県庁の星
- 高校デビュー
- コーラス
- 告白
- 最終兵器彼女
- シッコ
- 世界の中心で、愛をさけぶ
- セカンドバージン
- 電車男
- 博士の愛した数式
- 春の雪
- ピーナッツ
- ビューティフル・デイズ
- ヴェラ・ドレイク
- 武士の一分
- 不都合な真実
- フライトプラン
- ブロークバック・マウンテン
- ボーン・スプレマシー
- 微笑みに出会う街角
- ミッション:インポッシブル3
- ミリオンダラー・ベイビー
- ラヴェンダーの咲く庭で
- ラブ・アクチュアリー
- レーシング・ストライプス
- 私は貝になりたい（2008年）
- こんにちは、母さん（2023年）

### アニメ
- 青い花（読売広告社と共同出資）
- 青い文学シリーズ
- アオハライド
- 赤髪の白雪姫
- アクエリオンEVOL
- あした世界が終わるとしても
- あらしのよるに（劇場版）
- ウィッチクラフトワークス
- エウレカセブンAO
- 大江戸ロケット
- お兄ちゃんだけど愛さえあれば関係ないよねっ
- ガールズ&パンツァー
- キミキス pure rouge
- キャシャーン Sins
- キャロル&チューズデイ
- GANGSTA.
- グレネーダー 〜ほほえみの閃士〜
- 黒執事シリーズ
- 劇場版 どうぶつの森
- ゲド戦記（電通と共同出資）
- 借りぐらしのアリエッティ（電通と共同出資）
- 交響詩篇エウレカセブン
- コードギアス 反逆のルルーシュシリーズ
- コンクリート・レボルティオ〜超人幻想〜
- 新世界より
- スカイ・クロラ The Sky Crawlers
- ストレンヂア 無皇刃譚
- スペース☆ダンディ
- セイクリッドセブン
- 07-GHOST
- 創聖のアクエリオン
- sola
- それいけ!ズッコケ三人組
- DARKER THAN BLACK -黒の契約者-
- DARKER THAN BLACK -流星の双子-
- 太陽の黙示録
- チーズスイートホーム
- ちびまる子ちゃん
- ティアーズ・トゥ・ティアラ
- デュラララ!!シリーズ
- 咎狗の血
- ドットハック セカイの向こうに
- トワノクオン
- NEEDLESS
- ニニンがシノブ伝
- ぬらりひょんの孫（読売広告社と共同出資）
- 乃木坂春香の秘密 ぴゅあれっつぁ♪
- バカとテストと召喚獣にっ!
- ヒャッコ
- ひるね姫 〜知らないワタシの物語〜
- ファンタジックチルドレン
- 風人物語
- BLACK BLOOD BROTHERS
- BLOOD+
- ブレイク ブレイド
- PERSONA3 THE MOVIEシリーズ（読売広告社と共同出資）
- Persona4 the ANIMATIONシリーズ（読売広告社と共同出資）
- 魔法少女まどか☆マギカシリーズ
- まりあ†ほりっく あらいぶ
- ミチコとハッチン（読売広告社と共同出資）
- メアリと魔女の花
- もえたん
- ももくり
- リストランテ・パラディーゾ（読売広告社と共同出資）
- ReLIFE
- 輪廻のラグランジェ
- レイトン教授と永遠の歌姫
- レッドタートル ある島の物語

### テレビドラマ
- 真夜中にハロー!（ノンクレジットだが製作委員会方式扱いとして制作・参加）

### 海外ドラマ
- 日中合作ドラマ　蒼穹の昴
- 花より男子（韓国版）
- タムナ 〜Love the Island〜
- ロードナンバーワン
- イタズラなKiss（韓国版）
- メリは外泊中
- カムバックマドンナ〜私は伝説だ
- レディプレジデント〜大物

### バラエティ番組
- S/mile Factory
- Asian Ace

## 関わるスポーツ・エンタメ系イベント
- 世界柔道
- FIBAバスケットボール・ワールドカップ
- 箱根駅伝
- 世界らん展
- Jリーグ
- オールスターゲーム
- 日本デザイン会議
- 日本生命セ・パ交流戦
- ニューイヤー駅伝
- a-nation
- パナソニックオープンレディースゴルフトーナメント
- ダイキンオーキッドレディスゴルフトーナメント
- 亀田（ボクシング）
- 赤坂ドリブンズ（Mリーグ）
- VALORANT Challengers Japan（2025 -）

## 関連人物
- 藤巻直哉 - 博報堂DYメディアパートナーズ従業員、藤岡藤巻メンバー。
- 杉山すぴ豊 - 博報堂DYメディアパートナーズ従業員、映画評論家。
- 川村慎 - ラグビー選手、元博報堂DYメディアパートナーズ従業員、NECグリーンロケッツ所属。